# Рада національної безпеки США

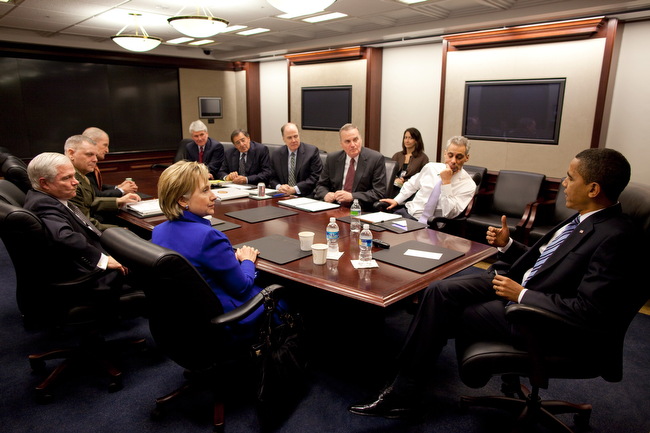
Засідання Ради національної безпеки у березні 2009 року. Присутні: президент США Барак Обама, державний секретар Гілларі Клінтон, міністр оборони Роберт Гейтс, заступник голови комітету генерал Джеймс Кертрайт, радник РНБ генерал Джеймс Джонс, директор Національної розвідки Денніс Блер, радник президента США з національної безпеки Том Донилон, радник Білого дому Грег Крейг, директор ЦРУ Леон Панетта та голова Адміністрації Президента США Рем Емануель

Рада національної безпеки США (англ. United States National Security Council) — головний консультативний орган державного управління при президентові Сполучених Штатів для вирішення проблем національної безпеки і зовнішньої політики з його головними радниками з питань національної безпеки та членами Кабінету, що одночасно є частиною Виконавчого апарату президента США. З моменту створення відповідно до Закону про національну безпеку від 26 липня 1947 року за часів правління 33-го президента Гаррі С. Трумена, функції Ради національної безпеки полягали в тому, щоб консультувати і надавати допомогу голові держави в проблемах національної безпеки та зовнішньої політики. Рада також служить основним координаційним та контролювальним органом президента країни в імплементації завдань цієї політики та організації взаємодії між різними державними відомствами Сполучених Штатів.

## Організація та структура РНБ США
Рада національної безпеки країни проводиться під головуванням президента США. На засідання Ради НБ залучаються регулярні учасники (постійні та непостійні члени Ради), серед них: віцепрезидент (постійний), державний секретар (постійний), міністр оборони (постійний), радник з національної безпеки (непостійний), а також міністр фінансів (непостійний).
Голова Об'єднаного комітету начальників штабів є постійним військовим радником Ради, директор національної розвідки є постійним радником з розвідки та директор національного бюро з контролю за обігом наркотиків є постійним радником з контролю за наркотиками. Керівник апарату президента, радник президента, і помічник президента з економічної політики також регулярно запрошуються на засідання Ради національної безпеки. Генеральний прокурор і директор Бюро менеджменту та бюджету запрошуються для участі в нарадах, на які виносяться питання, що належать до сфери їх обов'язків. Керівники інших агентств, офісів та відомств державного управління, а також виконавчих установ, і інші високопосадовці, можуть запрошуватися на засідання РНБ у разі необхідності.